# Elbe (Schiff, 1931)
Die Elbe war ein Fischereischutzschiff der deutschen Reichsmarine bzw. Kriegsmarine, das später als Räumbootbegleitschiff diente.

## Bau und Technische Daten
Das Schiff lief 1931 auf der Reichsmarinewerft Wilhelmshaven vom Stapel. Es war 48 m lang und 8,50 m breit und hatte 3,20 m Tiefgang. Zwei Wumag-Dieselmotoren ermöglichten eine Geschwindigkeit von 14 Knoten. Die Fahrstrecke betrug 10.500 Seemeilen. Das Schiff war mit einer 8,8-cm-Schnelladekanone L/45 und einem Maschinengewehr bewaffnet. Die Besatzung zählte 65 Mann.

## Fischereischutzdienst
Das Schiff wurde, ebenso wie das Schwesterschiff Weser, der Marinestation der Nordsee und dort dem "Fahrzeugverband der Nordsee" in der Schiffsstammdivision der Nordsee zugewiesen und im Fischereischutz in der Nordsee und im Nordatlantik eingesetzt.  Hauptaufgabe war dabei die Betreuung der deutschen Seefischereifahrzeuge mit technischen, ärztlichen und seemännischen Hilfeleistungen.

## Zweiter Weltkrieg
1939 wurde das Schiff zum Begleitschiff für Minenräumboote umgebaut und dabei auch mit zwei 2-cm-Flugabwehr-Geschützen und zwei Wasserbombengerüsten bewaffnet. Der Schiffsrumpf wurde dabei auf 54,30 m verlängert. Die Elbe diente dann während der gesamten Kriegszeit als Tender der im August 1939 in der Ostsee aufgestellten und bis zum Frühjahr 1940 dort operierenden 5. Räumbootsflottille.  Nach der deutschen Besetzung von Norwegen im April 1940 wurde das Schiff mit der Flottille nach Nord-Norwegen verlegt.  Beim deutschen Angriff auf die Sowjetunion war die Elbe mit der Flottille im Finnischen Meerbusen eingesetzt, verlegte dann aber wieder nach Nord-Norwegen an die sogenannte Eismeerfront, wo die R-Boote Geleitaufgaben im Raum Hammerfest-Kirkenes-Petsamo durchführten.  Am Tage der deutschen Kapitulation (8. Mai 1945) war das Schiff mit der 5. Räumbootsflottille in Ålesund, wo es in britische Hände fiel.

## Nachkriegsdienst
Nach Kriegsende diente das Schiff mit der 5. Räumflottille in der 4. Minenräumdivision des Deutschen Minenräumdiensts („German Minesweeping Administration“ (GMSA)) in Norwegen.  Nach der Auflösung der 4. Minenräumdivision wurde die Elbe im Dezember 1945 als Kriegsbeute an die Sowjetische Marine übergeben.  Dort diente das Schiff unter dem Namen Terek, bis es 1962 verschrottet wurde.